# Death Game
Death Game (també coneguda com The Seducers) és una pel·lícula de thriller psicològic estatunidenca de 1977 dirigida per Peter S. Traynor i protagonitzada per Sondra Locke, Colleen Camp i Seymour Cassel. La pel·lícula segueix un home de negocis acomodat de San Francisco que es troba a mercè de dues dones violentes i trastornades a les quals, sense voler-ho, deixa entrar a casa seva durant una tempesta de pluja.
Traynor, un antic financer immobiliari de Califòrnia, va iniciar una carrera en la realització de cinema com a productor a principis dels anys setanta, finançant els seus projectes a través d'inversors locals. Va comprar el guió de Death Game per ser el seu debut com a director. La pel·lícula es va rodar principalment dins d'una gran casa de Los Angeles amb un petit pressupost en aproximadament dues setmanes durant el 1974 amb una estrena projectada l'estiu següent. La producció suposadament va estar plagada de disputes al plató entre el primer director i el repartiment, i finalment es va aturar a causa d'una investigació federal sobre els mètodes de finançament de Traynor. L'estrena en cinemes de Death Game es va endarrerir gairebé dos anys.
La recepció crítica de Death Game s'ha barrejat entre els crítics i els periodistes cinematogràfics. Mentre que alguns llegeixen la trama i la violència com a comentari social, d'altres la van rebutjar com una explotació sense sentit. Death Game va obtenir uns ingressps de taquilla poc notables durant el seu recorregut teatral limitat, però va trobar una audiència més gran amb els seus llançaments de mitjans de comunicació en els anys següents. La pel·lícula ha estat refeta unes quantes vegades, inclosa la del 2015 Knock Knock, dirigida per Eli Roth i protagonitzada per Keanu Reeves, Ana de Armas i Lorenza Izzo. Traynor, Locke i Camp van participar en la producció d'aquesta pel·lícula.

## Argument
L'octubre de 1975, George Manning, un home de negocis d'èxit de l'Àrea de la badia de San Francisco, es queda sol a casa en el seu 40è aniversari mentre la seva dona Karen atén una emergència familiar. Aquell vespre comença una tempesta i George és rebut a la porta per dues dones joves atractives, xopes per la pluja. Les dones, que es presenten com Jackson i Donna, li expliquen que tenien la intenció d'arribar a una adreça per a una festa a l'altre costat de la ciutat quan el seu cotxe es va avariar. Les convida a entrar perquè s'assequin i facin una trucada perquè un amic els reculli.
Després que els tres xerren agradablement durant una estona, Jackson troba el seu camí cap a una sauna de bany. Donna finalment s'uneix a ella, i George, encuriosit per on havien anat, se les troba banyant-se a la banyera d'hidromassatge. Aleshores, l'home feliçment casat és seduït i coaccionat a tenir relacions sexuals amb les dues desconegudes. L'endemà al matí, George es desperta i troba les seves convidades preparant l'esmorzar. Sorprès que no haguessin marxat la nit anterior, a George li donen una vaga excusa per explicar per què mai van marxar.
Ràpidament es fa evident que les noies no tenen intenció de marxar. Es tornen poc cooperatives, desagradables i desafiants amb George mentre comencen a rebuscar el contingut de la casa, a posar-se la roba de la seva dona i fins i tot a vandalitzar la propietat. George, cada cop més molest per la seva presència no desitjada, amenaça de trucar a la policia. S'atura quan Jackson afirma que les dues són en realitat menors d'edat, i si és detingut podria enfrontar-se a càrrecs d'estupre, una llarga condemna a la presó i la dissolució de la seva vida familiar i la seva carrera professional.. Després d'evitar per poc que les noies siguin descobertes per un client visitant, George intenta tornar a posar-se en contacte amb les autoritats abans que Jackson accepti que marxaran amb la condició que George les condueixi.
George les deixa a una parada d'autobús urbà al costat oposat del pont Golden Gate i fa el viatge a casa aquella nit, content que aparentment s'hagi acabat la prova. Tanmateix, el seu alleujament és de curta durada, ja que Jackson i Donna l'embosquen a casa seva i el deixen inconscient. El duet lliga George amb llençols i el sotmet a maltractaments físics i emocionals mentre continuen escombrant l'interior de la casa i pintant-se la cara amb el maquillatge de la seva dona. Les seves accions sàdiques i sovint estranyes augmenten a mesura que passa la nit.
Després que George demani ajuda a un repartidor de queviures, les noies introdueixen el desafortunat missatger a la sala d'estar, el lliguen i l'ofeguen en una peixera. Les poques lluites de George per escapar fracassen. George intenta enraonar amb les seves captores. En un moment donat, Jackson li revela que el seu comportament desconcertat es deu al fet que el seu propi pare té relacions sexuals amb ella. Les noies celebren un judici simulat entre elles per determinar si George hauria d'enfrontar-se a un càstig pels suposats delictes sexuals que va cometre la nit anterior.
A mitjanit, Jackson, actuant alhora com a testimoni i com a jutge, anuncia el seu veredicte de culpabilitat i la condemna a mort a l'alba. Quan arriba l'hora de les sis, Donna aguanta George, ara esgotat, mentre Jackson procedeix a dur a terme la seva execució amb un gran tallant. Ella li perdona la vida a l'últim moment i la parella per fi marxa, rient maníacament. Mentre les dones passegen alegrement pel barri, s'ensopeguen al carrer i, sense parar atenció al seu entorn, són atropellades frontalment per una furgoneta a gran velocitat.

## Repartiment
- Sondra Locke - Agatha Jackson
- Colleen Camp - Donna
- Seymour Cassel - George Manning
- Beth Brickell - Karen Manning
- Michael Kalmansohn - Delivery Boy
- Ruth Warshawsky - Mrs. Grossman

## Temes
El crític literari John Kenneth Muir va trobar un tema subjacent al feminista a Death Game que prové de la seva representació de la infidelitat masculina i suggeria relacions immorals pare-filla. Muir va explicar que la narrativa de la pel·lícula apunta constantment a aquest motiu, inclosa la seqüència inicial amb la cançó "Good Old Dad", la protagonista femenina dient constantment a George "papa" i Jackson admetent haver estat víctima d'un abús sexual infantil a mans del seu pare. Muir va veure les psicòtiques Jackson i Donna com les veritables protagonistes de la història. A més, va explicar que la parella ofereix una forma retorçada de justícia contra el pare de família mitjà George, que no només està sent castigat pels seus propis fets, sinó que també serveix com a substitut de la societat que els va fer així. El mateix director de la pel·lícula va afirmar que la pel·lícula "tracta de la veritat [...] un reflex de la societat actual", fins i tot implicant el físic i mental superioritat de les dones sobre el sexe oposat. "Sovint els homes reconeixen la vulnerabilitat que són en mans d'una dona", va dir Traynor, "i és per això que molts els rebutgem."

## Producció

### Repartiment i tripulació
Death Game va ser produït per la companyia independent First American Films i va ser el debut com a director de Peter S. Traynor, un magnat de la propietat immobiliària de Califòrnia i antic venedor d'assegurances de vida que va entrar a la indústria del cinema com a productor només uns anys abans. El 1972, Traynor va fundar Centuar Films i es va associar amb el director i productor Mark Lester per formar Lester-Traynor Films per separat. Igual que amb els desenvolupaments immobiliaris de Traynor, Death Game i les seves dues pel·lícules anteriors, Steel Arena i  Truck Stop Women, es van finançar en gran part mitjançant associacions limitades amb metges de Califòrnia com a inversors. Death Game va ser una de les diverses pel·lícules de Traynor en producció simultània juntament amb Bogard, The Ultimate Thrill i Dr. Shagetz. Traynor també fou el productor de Death Game amb Larry Spiegel.
El guió original de Death Game va ser escrit per Jo Heims, un associat de Clint Eastwood. Traynor va comprar el guió (llavors titulat "Mrs. Manning's Weekend") a Heims i finalment el van fer reescriure s Anthony Overman i Michael Ronald Ross. Sondra Locke es va sentir atreta pel projecte després que el seu agent li va dir sobre un paper per a una "noia dolenta", una part que no havia interpretat sovint. Locke, nascuda el 1944, tenia gairebé el doble d'edat que el personatge; feia anys que mentia sobre la seva edat i va projectar la personalitat d'una dona més jove en públic. Death Game va ser un dels primers papers cinematogràfics de Colleen Camp, qui recentment havia deixat la universitat i havia aparegut principalment en petits papers i anuncis de televisió fins aquell moment. L'actor Al Lettieri havia d'encarnar George Manning abans que el paper fos per a Seymour Cassel, que en realitat era només nou anys més gran que Locke, mentre que Locke era nou anys més gran que Camp. També es va informar que el còmic Marty Allen tenia un cameo com a repartidor a principis del desenvolupament de la pel·lícula.
David Worth va servir com a director de fotografia i editor de la pel·lícula. Jack Fisk va ser el dissenyador de producció, mentre que la seva dona, l'actriu Sissy Spacek, va treballar com dissenyadora de vestuari. Un jove Bill Paxton també va treballar com a decorador de plató a Death Game. La banda sonora va ser composta per Jimmie Haskell i inclou dos temes vocals originals: "Good Old Dad", amb lletra d'Iris Rainer Dart i interpretada. pels Ron Hicklin Singers; i "We're Home", amb lletra de Guy Hemric i interpretada per Maxine Weldon.

### Filmació i edició
El pressupost de producció de Death Game va ser de 150.000 dòlars segons Worth. El rodatge va tenir lloc el 1974, moment en què la pel·lícula era coneguda per nombrosos treballs. títols com "Mrs. Manning's Weekend", "Mrs. Manning's Holiday", "Weekend of Terror", i "Handful of Hours". La fotografia principal es va fer entre tretze i quinze dies. Traynor va triar una gran casa a Hancock Park (Los Angeles), com a lloc de rodatge principal, que la tripulació va llogar per 1.000 dòlars setmanals. Tant Locke com Worth van descriure el procés de rodatge de Death Game com a extremadament tumultuós. Locke va afirmar que el guió original de la pel·lícula era molt més thriller i menys explotador, però que Traynor va intentar introduir més elements còmics a la història. Locke va criticar la manca de lideratge del director, i va explicar que "no tenia ni idea del que havia de ser, que estava o hauria de fer". Va afirmar que la seva direcció sovint consistia a dir-li a les dues actrius principals que "trenquessin alguna cosa o mengessin alguna cosa". A poc a poc, això va fer que Cassel i Locke dirigissin les seves pròpies actuacions, així com la del Camp, amb menys experiència. Les tensions al plató eren grans entre Traynor i Cassel, ja que l'actor amenaçava constantment amb abandonar la producció. Després d'una escena en què les dues antagonistes femenines abocaven grans quantitats de menjar sobre el seu personatge, Cassel estava tan enfadat que gairebé va colpejar el director. També es va negar al diàleg del seu personatge un cop finalitzada la filmació, deixant Worth doblar la veu de George Manning en la postproducció.
Després que el primer director de fotografia de la pel·lícula fos acomiadat, Worth va ser incorporat com a substitut. Encara que inicialment reticent a causa de la producció aparentment caòtica, Worth va acceptar la feina després d'assabentar-se que el repartiment incloïa Locke i Cassel, tots dos nominats a un Premi Oscar per treballs anteriors. Worth va rodar la majoria de les escenes en widescreen anamòrfica. utilitzant una càmera de mà Panavision Panaflex de 35 mm. A causa d'un pressupost limitat i d'un calendari ajustat, Worth va trobar més eficaç simplement seure en una cadira propera per filmar primers plans dels actors en lloc de fer-ho amb força. instal·leu un trípode cada vegada. També va haver de subexposar escenes amb Locke a causa de la seva complexió extremadament clara. L'actriu principal ha expressat agraïment per la fotografia que Worth d'ella a "Death Game". Durant els últims dies de rodatge, Locke es va fer un ull de vellut fora del plató i va haver d'amagar la seva ferida donant al seu personatge una gran quantitat de maquillatge a les escenes posteriors de la pel·lícula.
Death Game es va programar originalment per ser estrenada a començament de l'estiu de 1975. estrena a principis d'estiu de 1975. No obstant això, la pel·lícula estava incompleta en aquest moment i es trobava entre diversos projectes d'estudi suspesos a causa de la U.S. Securities and Exchange Commission investigant els mètodes de finançament de Traynor. Després d'un acord amb un decret de consentiment diversos mesos després, Traynor va buscar ajuda de Metro-Goldwyn-Mayer (MGM) per acabar Death Game. L'empresa va concedir al director 100.000 dòlars i va ajudar a assegurar a Levitt-Pickman com a distribuïdor de la pel·lícula. L'edició es va dur a terme durant un període de tres setmanes, amb Traynor i Worth treballant junts unes 15 hores al dia, set dies a la setmana fins a la seva finalització.

## Estrena

### Taquilla
Death Game fou estrenada cinematogràficament al cinema del Northway Shopping Center a Colonie (Nova York), el 13 d'abril de 1977, en el que Traynor va descriure com un llançament de "mercat de prova". Gràcies a l'ajuda financera de Metro-Goldwyn-Mayer i la gestió de la distribució per part de Levitt-Pickman, Death Game va ser considerat per Traynor com "una aposta segura per a autocinema i com a atracció urbana de culte". La pel·lícula es va estrenar posteriorment a Fresno (Califòrnia) el 3 de juny de 1977. Segons informen Variety i BoxOffice l'estrena limitada de la pel·lícula de maig a octubre de 1977 va presumir de guanys d'entrades "pobres" a "justs".

### Resposta crítica
La resposta crítica a Death Game ha estat mixta des del seu llançament original de 1977. En el moment del debut de la pel·lícula a Nova York, Doug Delisle de The Times Record va reconèixer el potencial de reaccions contrastades entre els espectadors, amb els espectadors que possiblement ho veien com "una implacable pel·lícula dolorosa i violenta sense propòsit, sense raó de ser" o com "una declaració sobre el lloc actual violent de l'home a la societat" i "la inevitabilitat del destí, la incapacitat de l'home. per aïllar-se d'un entorn hostil". Delisle va etiquetar Death Game com una "antítesi de gran part de la resta del gore cinematogràfic actual", assenyalant que la pel·lícula s'esforça per representar un dolor que és personal més que físic. "La violència de Traynor no és de la varietat explotació", va resumir. "No mostra volums de sang que taquin el cel·luloide amb possibles diners de taquilla."
Molts periodistes van lloar l'estructura i l'actuació de la pel·lícula. Delisle va afirmar que, fins i tot amb diversos forats de la trama, la pel·lícula és "captivant" i "extremadament ben feta" malgrat el seu pressupost modest, i que els tres actors principals presenten "retrats esplèndits i realistes" dels seus personatges. Muir se'n va fer ressò, proclamant Death Game com "un thriller psicològic sexual fascinant i ben dirigit i actuat", va trobar que tenia "la mateixa incòmoda pujada d'adrenalina que se sent a L'última casa de l'esquerra o Atracció fatal". BoxOffice va trobar que la trama tenia una "qualitat fascinant", ja sigui basada en fets reals o no. Rich Osmond de Cashiers du Cinemart va afirmar que, tot i que va trobar gran part de la narració "risible i inepta", va acreditar a les actrius principals per transmetre moments "autènticament esgarrifosos" a la segona meitat de la pel·lícula. Altres van respondre de manera molt negativa. El crític Leonard Maltin va denunciar completament la trama, qualificant-la d'una "pel·lícula desagradable (i, finalment, ridícul) sobre dues lesbianes maníaques que, sense cap raó aparent, es burlen i torturen un home a casa seva." Variety la va desqualificar de la mateixa manera com "un altre intent espantós d'explotació de terror i, com a tal, sembla possiblement un article de canvi ràpid en un situació afectada pel cas més greu d'escassetat de productes."

### Mitjans domèstics
Death Game va trobar una mica més de protagonisme a la televisió per cable i a les botigues de lloguer de vídeos durant els anys següents. Va rebre llançaments nacionals de VHS als Estats Units per part de United Entertainment sota el títol The Seducers començant el 1981. Els drets de distribució van passar llavors a VCI Entertainment i la pel·lícula es va tornar a estrenar en VHS el 1984 i en DVD a començaments de 2004. Finalment, la distribució va ser adquirida per Grindhouse Releasing cap al 2010. Death Game s'ha distribuït internacionalment, com ara el llançament al Regne Unit de Brent Walker and an Australian release by Intervision Video. El 2022, la pel·lícula va ser reestrenada a Blu-ray per Grindhouse Releasing en el seu format de pantalla panoràmica anamòrfica original.